# Synagoge (St. Wendel)

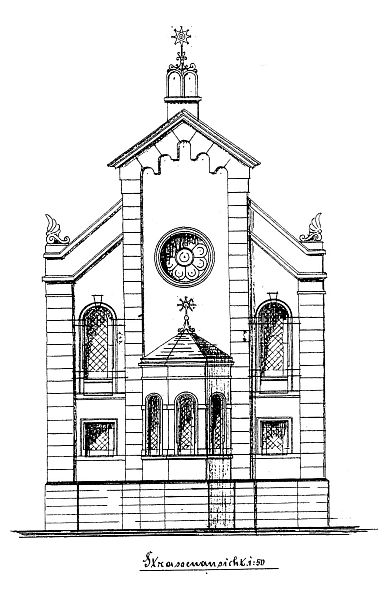
Synagoge in St. Wendel, Zeichnung des Architekten Hans Zeeh von 1902

Die Synagoge in St. Wendel, der Kreisstadt des gleichnamigen Landkreises  im Saarland, wurde 1902 errichtet. Die Synagoge, die am 6. Dezember 1902 feierlich eingeweiht wurde, stand an der Kelsweilerstraße 13.

## Geschichte  und Beschreibung
Die Synagoge im Stil des Historismus wurde nach Plänen des Architekten Hans Zeeh erbaut. Die Hauptfassade mit einem überhöhten und übergiebelten Mittelrisalit war von den charakteristischen Gebotstafeln und einem Davidstern bekrönt.
Anfang 1916 und im Frühjahr 1918 wurden mehrfach Fenster der Synagoge eingeworfen. In der Nacht vom 13. auf den 14. November 1932 wurde das Portal der Synagoge gewaltsam geöffnet und ein Fenster eingeschlagen. Infolge der Saarabstimmung wurde das Saargebiet und damit auch St. Wendel zum 1. März 1935 aus der Völkerbundsverwaltung entlassen und ins nationalsozialistisch regierte Deutsche Reich zurückgegliedert. Kurz darauf, in der Nacht zum 3. März 1935, demolierten vier Jugendliche das Innere der Synagoge. 
Beim Novemberpogrom 1938 wurde die Synagoge von SA- und SS-Männern geplündert und das Gebäude wurde angezündet. Am 24. November 1938 wurde die Brandruine von städtischen Arbeitern abgebrochen. Die Stadt St. Wendel kaufte am 1. Oktober 1942 von der Reichsvereinigung der Juden in Deutschland das Grundstück, wobei die Abbruchkosten vom Kaufpreis abgezogen wurden. 
Im April 1949 kam das Grundstück wieder in den Besitz der Synagogengemeinde Saar, die es 1951 an einen Transportunternehmer verkaufte, der das Grundstück neu bebaute.

## Gedenken
Am 26. August 1981 wurde am Nachbarhaus eine Gedenktafel angebracht. 
Am 9. November 2016 wurde zusätzlich am Grundstück der Synagoge eine Gedenkstele durch den Verein Wider das Vergessen und gegen Rassismus zusammen mit dem Landkreis und der Stadt St. Wendel eingeweiht.